# Mademoiselle Gaussin
Mademoiselle Gaussin, pseudonimo di Jeanne-Catherine Gaussem (Parigi, 25 dicembre 1711 – Parigi, 2 giugno 1767), è stata un'attrice teatrale francese.

## Biografia
Era di origini modeste, figlia di un lacchè dell'attore Baron. Dopo aver recitato per due anni a Lilla, debuttò alla Comédie-Française il 28 aprile 1731 nel ruolo di Junie del Britannico di Jean Racine, poi in quello di Agnes de La scuola delle mogli. È apparsa con successo sul palco nei ruoli di Andromaca, Iphigénie, Berenice. Nominata membro nel luglio dello stesso anno, fu ammirata da Voltaire, che le affidò il personaggio della Zaira. Per un ventennio fu una delle attrici più apprezzate di quella compagnia.
Era una delle rivali di Mademoiselle Clairon.
Dimostrò talento sia nella commedia che nella tragedia, sia nelle parti che richiedevano l'espressione dei sentimenti che in quelle che richiedevano grandi passioni. La sua sensibilità, l'ingenuità del suo modo di recitare, la grazia incantevole del suo portamento, la ponevano in primo piano.
Ottenne i suoi maggiori successi nelle tragedie di Voltaire e nelle commedie di Pierre-Claude Nivelle de La Chaussée.
Lasciò il teatro nel 1763 e morì quattro anni dopo.
Voltaire gli dedicò la sua Epistola 38 (1732).
Jean-Baptiste Gresset espresse la sua ammirazione: "Conterò sempre su un certo piacere, / Quando riuniremo la musa di Voltaire / E le grazie di Gaussin", (versetto sulla tragedia di Alzire).
Denis Diderot: "Non so cosa non avrei fatto per compiacere Gaussin, che allora era agli inizi e che era la bellezza in persona."
Jean-François Dreux du Radier: "Era una delle figure più belle che abbiamo visto al Teatro francese, grazia e bellezza stessa", gli dedicò un'epistola.
Una volta, mentre lei recitava, un soldato di guardia tra le quinte si commosse al punto da lasciar cadere l'archibugio e da scoppiare in un pianto irrefrenabile.

### Carriera alla Comédie-Française
- Britannico di Jean Racine (1731);
- La scuola delle mogli di Molière (1731);
- Zaira di Voltaire (1732);
- Le Préjugé à la mode di Pierre-Claude Nivelle de La Chaussée (1735);
- Mélanide di Pierre-Claude Nivelle de La Chaussée (1741);
- Berenice di Jean Racine (1752);
- Le Père de famille di Denis Diderot (1761).